# Penstemon grandiflorus
Penstemon grandiflorus är en grobladsväxtart som beskrevs av Thomas Nuttall. Penstemon grandiflorus ingår i släktet penstemoner, och familjen grobladsväxter. Inga underarter finns listade i Catalogue of Life.

## Bildgalleri

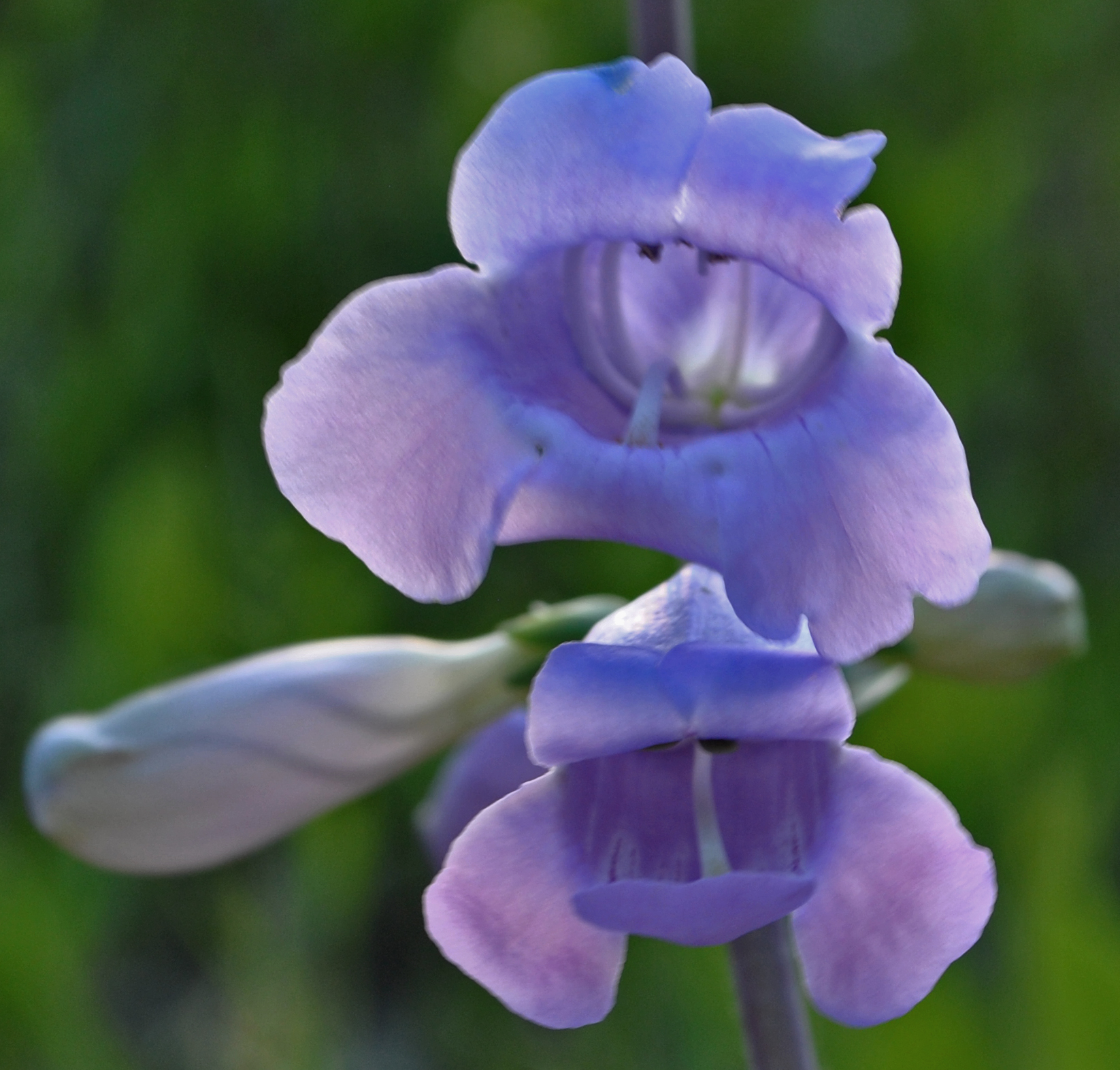
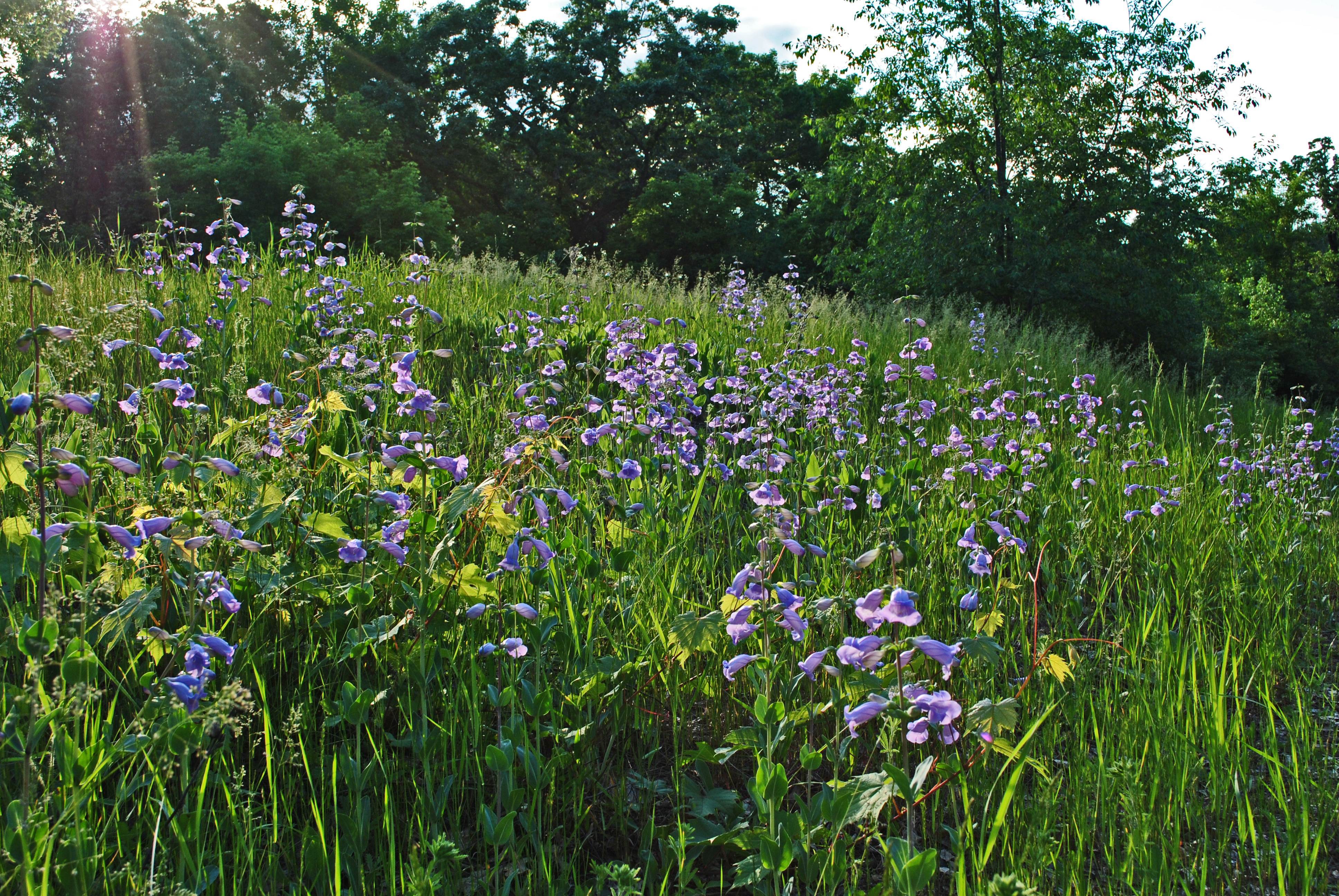
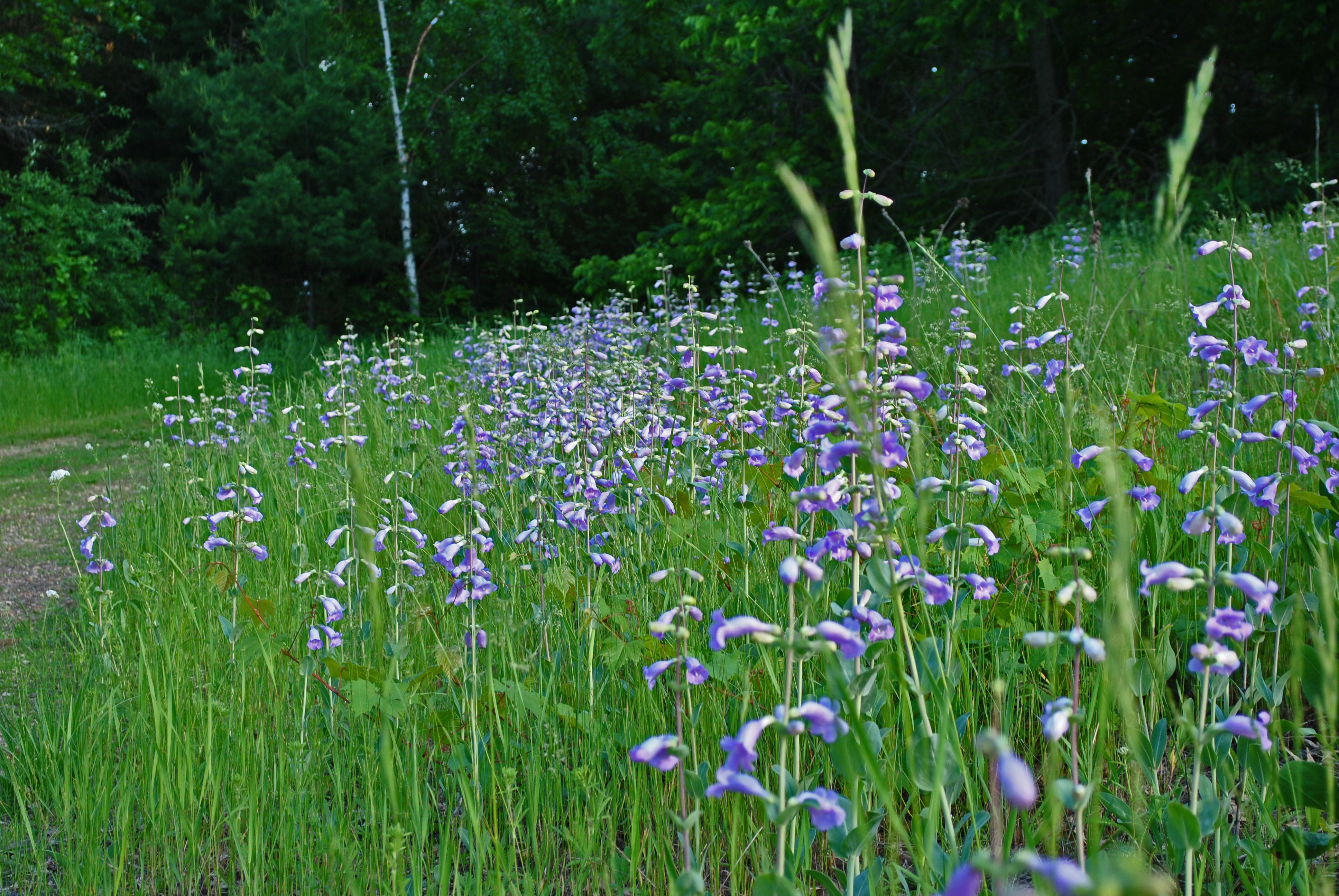
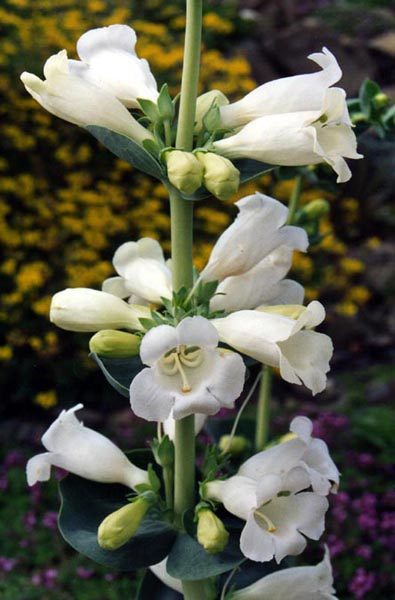
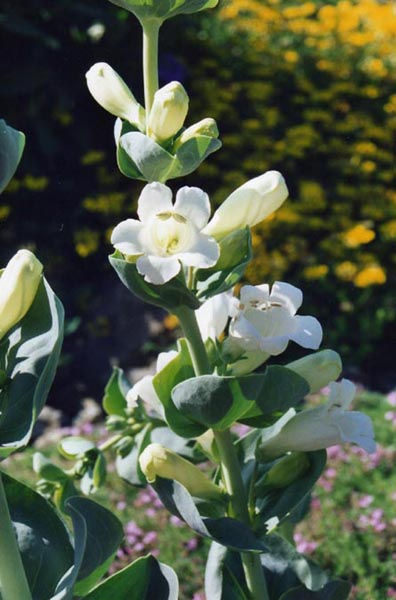